# Коцур Віталій Вікторович
Віта́лій Ві́кторович Ко́цур (нар.4 жовтня 1986, м. Ромни, Сумської області) — український політолог (кандидат політичних наук), доктор історичних наук та громадський діяч. Старший науковий співробітник відділу національних меншин Інституту політичних і етнонаціональних досліджень імені І. Ф. Кураса НАН України, професор кафедри політології Університету Григорія Сковороди в Переяславі, член Національної спілки краєзнавців України. З 29 червня 2021 р. виконуючий обов'язки ректора, з 9 листопада ректор Університету Григорія Сковороди в Переяславі. Наймолодший ректор України.

## Біографічні відомості

### Родина
Народився у родині освітян Віктора Петровича Коцура та Надії Іванівни Коцур. Раннє дитинство провів у с. Сакуниха.

### Освіта
2003 року із золотою медаллю закінчив середню школу № 1 міста Переяслава Київської області і вступив на історичний факультет ДВНЗ «Переяслав-Хмельницький державний педагогічний університет імені Григорія Сковороди», який екстерном, з відзнакою закінчив 2006 року, здобув спеціальність викладача історії та правознавства.
Протягом 2003—2007 рр. навчався в Інституті міжнародних відносин Київського національного університету імені Тараса Шевченка за спеціальністю міжнародна інформація. У 2006 році проходив стажування в м. Бремен в Deutsche Angestellten-Akademie, а також в CASA Internationale Sprachschule Bremen.
2009 року закінчив Хмельницький національний університет за спеціальністю «Міжнародна інформація» — інформаційний аналітик-міжнародник, перекладач. 2010 року закінчив Хмельницький національний університет, спеціальність «Фінанси».
7 червня 2011 в Інституті політичних і етнонаціональних досліджень імені І. Ф. Кураса НАН України захистив кандидатську дисертацію на тему: «Етнополітичний конфлікт у Придністров'ї в контексті українсько-молдовських міждержавних відносин» та здобув науковий ступінь кандидата політичних наук за спеціальністю 23.00.05 — етнополітологія та етнодержавознавство.

### Кар'єра
У 2011 році, після захисту кандидатської дисертації, розпочав працювати у відділі національних меншин інституту політичних і етнонаціональних досліджень імені І. Ф. Кураса НАН України.
З 2011 року працює викладачем, старшим викладачем та доцентом кафедри політології Університету Григорія Сковороди в Переяславі (за сумісництвом).
У 2014—2015 рр. працював головним консультантом Управління забезпечення зв'язків Президента України з Кабінетом Міністрів України та центральними органами виконавчої влади Адміністрації Президента України.
З 2015 працює на посаді старшого наукового співробітника відділу національних меншин Інституту політичних і етнонаціональних досліджень імені І. Ф. Кураса НАН України.
З 2018 р. — заступник декана соціоісторичного факультету по міжнародним відносинам ДВНЗ «Переяслав-Хмельницький державний педагогічний університет імені Григорія Сковороди».
З вересня 2020 р. працює професором кафедри публічного управління та адміністрування ДВНЗ «Переяслав-Хмельницький державний педагогічний університет імені Григорія Сковороди».
З 2020 р. декан факультету гуманітарно-природничої освіти і соціальних технологій ДВНЗ «Переяслав-Хмельницький державний педагогічний університет імені Григорія Сковороди».
З 29 червня 2021 р. виконуючий обов'язки ректора Університету Григорія Сковороди в Переяславі.
З 9 листопада 2021 р. ректор Університету Григорія Сковороди в Переяславі.

### Стипендії
- Кабінету міністрів України для молодих вчених, згідно з постановою президії Комітету з Державних премій України в галузі науки і техніки від 4 жовтня 2013 року. (2012-2014 рр.).
- Стипендія НАН України для молодих вчених (Постанова Президії НАН України від 08.10.2014 р. № 215) (2014-2016 рр.).
- Кабінету міністрів України для молодих вчених, згідно з постановою президії Комітету з Державних премій України в галузі науки і техніки від 5 листопада 2018 року № 7 (2018-2020 рр.).

## Громадська діяльність
З 2010 року член Європейської асоціації наук з безпеки (European Association for Security)
З 2013 року — Член Національної спілки краєзнавців України.
Активний учасник Революції Гідності, один із організаторів переяславської сотні самооборони імені Тараса Трясила, яка активно долучилася до протестних рухів під час Євромайдану, а згодом була реорганізована в громадське формування з охорони правопорядку «Самооборона Переяславщини».
Є членом громадських організацій «Переяславський скарб» (з 2013), «Майдан Переяславщини», «Ресурсний центр сталого розвитку».
У VIII скликанні — помічник-консультант народного депутата України Вадима Кривенка.
З травня 2017 — голова громадської ради при виконавчому комітеті Переяславської міської ради.
З 2018 року репортер консультативної неурядової організації при ООН — Cercles Nationaux de Réflexion sur la Jeunesse.

## Науковий доробок
Автор понад 100 публікацій з етнічної історії, етнополітології, державної політики щодо національних меншин в Україні, національної безпеки, конфліктології.
Зокрема, член авторського колективу монографій «Донбас в етнополітичному вимірі» (2014) та «Галичина в етнополітичному вимірі» (2017).
Є автором, співавтором таких видань:
- Коцур В. В. Етнополітичний конфлікт у Придністров'ї у контексті українсько-молдовських міждержавних відносин. — К. : ІПіЕНД ім. І. Ф. Кураса НАН України, 2013. — 272 с.[10]
- Новітня політична лексика: неологізми, оказіоналізми та інші новотвори (енциклопедичний словник-довідник) / за заг. ред. Н. М. Хоми. — Львів: «Новий Світ-2000», 2015.
- Україна в системі міжнародної безпеки і євроатлантичного співробітництва: навчально-методичний посібник для самостійного вивчення дисципліни / Уклад. В. В. Коцур. — Переяслав-Хмельницький: ФОП Я. М. Домбровська, — 2017. — 180 с.
- Букет Є. В., Коцур В. В., Коцур Л. М. Вільне (Вульшка): краєзнавчий вимір крізь віки. — Переяслав-Хмельницький (Київська обл.): Домбровська Я. М. 2018. — 179 с. іл. (Історія укр. села).
- Американський президенціалізм: інститут глави держави в США у персоналіях від зародження до сьогодення. Біографічна енциклопедія / О. В. Бабкіна, С. М. Дерев'янко, М. П. Требін та ін.; за наук. ред. Н. М. Хоми. — Львів: Новий Світ-2000, 2018.

## Нагороди та відзнаки
2014 — грамота учасника Майдану до Дня Гідності і Свободи;

2016 — грамота Інституту політичних і етнонаціональних досліджень імені І. Ф. Кураса НАН України;

2016 — подяка Секретаріату Комітету Верховної Ради України з питань національної безпеки і оборони;

2017 — орден Святого Архістратига Михаїла Помісної Української Православної Церкви;

2017 — почесна грамота Переяслав-Хмельницької міської ради з нагоди відзначення Дня міста;

2018 — подяка Національної спілки краєзнавців України;

2019 — подяка Вільнянської сільської громади.